# Anau (Turkmenistán)
Anau (en turcomano: Änew; en ruso: Аннау) es una ciudad de Turkmenistán que es parte del distrito de Ak bugdaý en la provincia de Ajal. 

## Toponimia
El nombre de Babadaijan tiene origen persa (en persa: آب نو‎, romanizado: ab-i nau, lit. 'agua nueva').

## Geografía
Anau se encuentra 8 kilómetros al sudeste de Asjabad.

## Historia
La cultura de Anau de la Edad del Cobre data del 4500 a. C., posterior a la cultura neolítica de Jeitun en la secuencia cultural del sur de Turkmenistán. Anau fue excavada por una expedición arqueológica conjunta turcomana y estadounidense en las décadas de 1990 y 2000.  Anau era una parada en la antigua Ruta de la Seda. 
A mediados del siglo XV, el gobernador timúrida Babur ibn Baysunkur financió la construcción de un complejo para un santo local, Jamal ad-Din, compuesto de una mezquita, una janqa y una madrasa. Casi completamente destruido por un terremoto en 1948.
La ciudad fue designada "Capital Cultural del Mundo Túrquico" para 2024 en la 39.ª sesión del Consejo Permanente de Ministros de Cultura de la Organización Internacional de la Cultura Túrquica.

## Demografía
| 9332                                   | 30 042 |
| (Fuente: Censo soviético de 1959-1989) |        |

## Infraestructura

### Arquitectura, monumentos y lugares de interés
La ciudad construyó el museo nacional del Trigo Blanco en 2005 para albergar los artefactos recuperados de la zona. También hay ruinas de un complejo arquitectónico musulmán del siglo XV.

### Transporte
La ciudad está conectada con Asjabad y Mary por la autopista M37.

## Cultura

### Deporte
En fútbol, Anau está representado por el FC Ahal de la Liga Superior de Turkmenistán, que juega como local en Asjabad. La ciudad cuenta con el estadio Änew Sport Toplumy con capacidad para 10.000 espectadores.